# Георгиос Папастамкос
Георгиос Константину Папастамкос (на гръцки: Γιώργος Κωνσταντίνου Παπαστάμκος) е гръцки юрист и политик, деец на Нова демокрация.

## Биография
Роден е на 5 март 1955 година в македонското сервийско село Платаноревма, Гърция. Завършва право в Солунския университет „Аристотел“ и след това от 1979 година до 1981 година право следдипломна квалифиация и защитава докторат по европейско право в Тюбингенския университет.
От 1982 година до 1989 година е редактор на списанието „Елиники Епитеориси Европайку Дикеу“ (Revue Hellénique de Droit Européen).
През юни 1989 г., ноември 1989 г., 1990 г. и 1993 година Георгиос Папастамкос е избран за депутат от Нова демокрация от избирателен район Иматия. Участва в правителството на Константинос Мицотакис като заместник-министър на икономиката (1990 г.) и външните работи (1990 - 1993).
От 2002 до 2004 година е професор в катедрата за международни и европейски изследвания в Пирейския университет и е заместник-ректор на университета.
От 20 юли 2004 година до 13 юли 2009 година и от 14 юли 2009 година до 30 юни 2014 година е депутат в Европейския парламент, член на групата на Европейската народна партия. През 2012 година става заместник-председател на Европейския парламент.
На 13 март 2013 година претърпява тежък инсулт, докато председателства заседанието на Европейския парламент.